# Aingoulaincourt
Aingoulaincourt è un comune francese di 13 abitanti situato nel dipartimento dell'Alta Marna nella regione del Grand Est.

## Società

### Evoluzione demografica
Abitanti censiti